# الرماحس بن عبد العزيز
كان الرُّماحِسُ بْنُ عَبْدِ الْعَزيزِ الْكِنانِيُّ (انتعش. 745—781م) واليَ جند فلسطين في الدولة الأموية أثناء عهد الخليفة مروان بن محمد (حكم. 745—750م)، وواليَ الجزيرة الخضراء أثناء عهد أمير قرطبة الأول عبد الرحمن الداخل (حكم. 756–788م).

## سيرته
انتمى الرماحس إلى قبيلة كنانة، تحديدًا إلى فرع مالك، وكان بحسب ما قاله المؤرخ وعالم الأنساب ابن الكلبي في القرن الثامن الميلادي، سليلًا من الجيل الرابع عشر لمؤسس القبيلة. أثناء الفتح الإسلامي للشام في ثلاثينات القرن السابع الميلادي، باتت كنانةُ إحدى أقوى القبائل في فلسطين. كان الرماحس من الرملة، عاصمة فلسطين آنذاك.
كان عضوًا من مجموعة القبائل المدعوة قيس عَيلان، وكانت معاديةً للقبائل اليمانية. فضَّل الخليفة الأموي مروان بن محمد قيسًا؛ فجعل الرماحسَ رئيسَ الشرطة في المنطقة. وعيَّنه الخليفة أيضًا لاحقًا واليَ جند فلسطين عام 745م، بعد أن قتل الخليفة الوالي السابق ثابت بن نعيم، والذي انتمى إلى قبيلة جذام اليمانية.
فور ما سقطت الدولة الأموية على يد بني العباس عام 750م، فرَّ الرماحس مع المروان إلى مصر، حيث اكتُشف المروان وقُتل. ارتحل الرماحس بعد ذلك إلى الأندلس، حيث تواجد العديد من الأمويين ومواليهم. فتح الأندلس أمير أموي يُدعى عبد الرحمن الداخل؛ فأسس فيها إمارة قرطبة عام 756م، ودخل الرماحس في خدمته. عُيِّن الرماحس واليًا على كلا من الجزيرة الخضراء وشذونة، اللتَيْ تواجد فيهما معظم كنانة في الأندلس.
بدأ الرماحس لاحقًا بتجاهل حكم الأمير وانقلب عليه عام 780م. قبض الرماحس على وسجن عددًا من أمويي قرطبة. بعدها بعامٍ، شنَّ عبد الرحمن هجومًا مفاجئًا على الرماحس؛ فهرب الرماحس إلى المغرب العربي في شمال غرب قارة أفريقيا. اشتهرت بعد وفاته بنو الرماحس، أحفاده المنسوبون إليه في الأندلس كعائلة مرموقة في السياسة والجيش.